# Cosmophasis weyersi
Cosmophasis weyersi là một loài nhện trong họ Salticidae.
Loài này thuộc chi Cosmophasis. Cosmophasis weyersi được Eugène Simon miêu tả năm 1899.